# Bartholomew Iscanus
Bartholomew Iscanus (o Bartholomew de Exeter; muerto en 1184) fue un religioso inglés reconocido por haber sido obispo de Exeter en el medioevo. Oriundo de Normandía, se convirtió  en secretario del arzobispo de Canterbury y fue nombrado archidiácono de Exeter en 1155. En 1161 se le concedió el rango de obispo. Fue conocido por su excelencia en el derecho canónico y la teología. Como obispo visitó todas las parroquias de la diócesis para conocer qué tan bien administradas estaban. 

## Educación y primeros años
Bartholomew nació en Normandía, probablemente  en Millières, una aldea en Cotentin cerca de Lessay y Périers. Fue secretario de Theobald de Bec, arzobispo de Canterbury antes de convertirse en archidiácono de Exeter en 1155.  También fue corresponsal de Juan de Salisbury, ya que él y Juan habían sido empleados de Theobald junto con Thomas Becket. Después del asesinato de Becket, Juan se refugió con Bartholomew hasta que fue elegido obispo de Chartres en 1176. Los contemporáneos consideraron a Bartholomew un excelente teólogo y abogado canónico . En 1159, Bartolomé participó en un sínodo celebrado en Londres donde la iglesia británica decidió entre las reclamaciones rivales de los papas Alejandro III y Víctor IV . En algún momento de su carrera, enseñó en la facultad de derecho de París.

## Elección como arzobispo de Exeter
Después de la muerte de Roberto de Chichester, el puesto de obispo de  Exeter estuvo vacante durante un año hasta que una familia local de Gloucestershire instó al rey Enrique II de Inglaterra a presentar a uno de sus miembros como candidato para la sede. Enrique sugirió a un  miembro de esta, Henry FitzHarding, pero el arzobispo Theobald objetó que no estaba calificado. En cambio, Theobald sugirió a Bartholomew, y finalmente el rey fue persuadido y Bartholomew fue elegido. Fue consagrado obispo después del 18 de abril de 1161 en la catedral de Canterbury por Walter, obispo de Rochester. Theobald había deseado consagrar a Bartholomew antes de morir, pero no pudo porque el rey estaba en el extranjero en Normandía y el obispo electo tuvo que jurar fidelidad al rey antes de que pudiera ser consagrado. Después de su consagración, Bartholomew dio la archidiáconería de Exeter al decepcionado candidato real.

## Obispado
Durante la disputa entre el rey y Thomas Becket, Bartholomew se mantuvo alejado del conflicto. Esto provocó que Becket lo regañara alegando que estaba siendo un mal amigo. En un principio, fue enviado a Sens como parte de la delegación real que iba a pedirle papa que enviara legados papales a Inglaterra para resolver la disputa. A partir de entonces, evitó caer en la controversia, hasta 1170. Cuando Roger de York coronó a Enrique el Joven Rey en 1170, se dijo que Bartolomé estaba presente. En septiembre de 1170, el papa Alejandro III suspendió a Bartolomé del cargo por asistir a la coronación, junto con otros obispos. Poco después de llegar a una solución de la disputa en 1172, Henry escribió a Bartolomé diciendo que iba a abolir "todas las nuevas costumbres introducidas en mi reinado contra las iglesias de mi tierra (que considero pocas o ninguna)", lo que señalaba las intenciones de Henry de ignorar principalmente el acuerdo. Bartholomew fue restaurado a su oficina antes del 21 de diciembre de 1171, cuando ayudó a restaurar la Catedral de Canterbury para usarla en ceremonias religiosas.  
Al principio de su episcopado, en 1163,  Bartholomew asistió junto con otros obispos ingleses al concilio de Alejandro III en Tours. Bartholomew a menudo actuaba como juez delegado del papado en casos que habían sido apelados ante Roma. Alexander describió a Bartolomé, junto a de Richard de Dover, otro juez papal principal, como las "luces gemelas que iluminan la Iglesia inglesa". Se sabe que Bartholomew visitó las parroquias en su diosesis y realizó visitas para investigar la gestión o la mala gestión de los asuntos de la iglesia.

## Muerte y legado
Bartholomew murió el 15 de diciembre de 1184. Fue enterrado en la catedral de Exeter. Se ha identificado un relieve que posiblemente es la efigie de su tumba. Un escritor contemporáneo, Gerald de Gales, escribió que Bartholomew había recibido una mejor educación en el derecho romano que en el derecho canónico. El historiador Austin Lane Poole declaró que "se mantuvo lo más alejado posible de la política secular, utilizando su conocimiento y habilidades prácticas con entusiasmo por el bienestar de la iglesia." Como obispo, apadrino a Baldwin de Forde convirtiéndolo en archidiácono. Dos de sus sobrinos, Jordan y Harold, vivieron con el mientras vivía en Exeter.
En algún momento de su carrera, escribió una Penitenciaria, o penitencial, que fiel a su formación en derecho canónico, cita ampliamente la ley canónica. Esto se basó en los trabajos de Ivo de Chartres, Burchard of Worms, Gratian y Peter Lombard, entre otros autores. Además de su penitencial, Bartholomew también escribió una obra sobre las doctrinas del libre albedrío y la predestinación, titulada Contra fatalitatis errorem (que anteriormente se conocía como dos obras separadas: el De libero arbitrio y el De praedestinatione), una colección de más de cien sermones, y una obra contra los judíos, titulada Dialogus contra Judaeos. Estas dos últimas permanecen aún inéditas.  

## Citas
1. ↑  Weigand "Transmontane Decretists" History of Medieval Canon Law pp. 174-175
2. ↑  Knowles Monastic Order p. 317
3. 1 2 3 4  Barlow "Bartholomew" Oxford Dictionary of National Biography
4. ↑  Warren Henry II p. 435 footnote 1
5. ↑  Barlow Thomas Becket p. 31
6. ↑  Barlow Thomas Becket p. 262
7. 1 2  Warren Henry II pp. 436–437
8. ↑  Knowles Episcopal Colleagues p. 28
9. 1 2  Weigand "Transmontane Decretists" History of Medieval Canon Law pp. 174-175
10. ↑  Fryde, et al. Handbook of British Chronology p. 246
11. ↑  Barlow Thomas Becket p. 64
12. ↑  Barlow Thomas Becket p. 71
13. ↑  Warren Henry II p. 550
14. ↑  Barlow Thomas Becket pp. 206–207
15. ↑  Barlow Thomas Becket p. 216
16. ↑  Quoted in Barber Henry Plantagenet p. 163
17. ↑  Barber Henry Plantagenet p. 163
18. ↑  Barlow Thomas Becket p. 90
19. ↑  Quoted in Duggan "From the Conquest to the Death of John" English Church and the Papacy p. 113
20. ↑  Cheney From Becket to Langton p. 167
21. ↑  Fryde, et al. Handbook of British Chronology p. 246
22. ↑  Barlow "Bartholomew" Oxford Dictionary of National Biography
23. ↑  Bartlett England Under the Norman and Angevin Kings p. 599
24. ↑  Knowles Monastic Order p. 317
25. ↑  Barlow "Bartholomew" Oxford Dictionary of National Biography
26. ↑  Brooke English Church and the Papacy pp. 111–112
27. ↑  «Brepols - Contra fatalitatis errorem». www.brepols.net. Consultado el 17 de mayo de 2023.
28. ↑  Bell, David (1996). Bartholomaeus Exoniensis - Contra fatalitatis errorem. Brepols. pp. XVI-XXII. ISBN 978-2-503-04571-9.

## Otras lecturas
- Morey, A. (1937). Bartholomew of Exeter: Bishop and Canonist, A Study in the Twelfth Century. Cambridge: Cambridge University Press.
- Springer, Rebecca (May 2019). «Bartholomew of Exeter’s sermons and the cultivation of charity in twelfth-century Exeter». Historical Research 92 (256): 267-287. ISSN 0950-3471. doi:10.1111/1468-2281.12271.

- Datos: Q4865261